# Mousson (navire)
Pour les articles homonymes, voir Mousson (homonymie).
Le Mousson (Муссон en russe) est un ancien navire soviétique issu de la classe Nanuchka I (Projet 1234) ayant servi dans la flotte du Pacifique.

## Historique
La quille du Mousson est posée le 14 juillet 1975 au chantier naval de Vladivostok sous le numéro de quille N°1003. Lancé le 1 juillet 1981, il est inscrit au registre de la marine en décembre de la même année. Il évolue au sein de la 192e divizion (bataillon) de la 165e brigade de la flottille du Primorskaya basé à Vladivostok. En 1982, il est le navire de commandement de la division lors d'un exercice durant lequel il parcourt plus de mille kilomètres et tire avec succès cinq missiles.
De mai 1984 à mai 1985, le Mousson est déployé à Kamara au Vietnam et détaché provisoirement pour l'occasion au sein de la 119e brigade de navire de surface.
En 1985, le commandant du navire, le Capitaine-lieutenant S. Kashuba  a organisé un concours parmi les officiers du navire pour le droit d'être appelé le meilleur spécialiste de l'unité, et ce titre a été remporté par le navigateur, le lieutenant supérieur V. Chichin. De plus, le BC-1 (БЧ-1, il s'agit dans la nomenclature russe de la partie de l'équipage chargée de la navigation) a été reconnu comme le meilleur de la division. En 1987, le navire participe aux exercices du printemps lorsque ce dernier est accidentellement coulé.

### Perte

#### Un exercice qui démarre mal
Le Mousson ainsi que d'autres navires de la flotte du Pacifique doivent participer à une campagne d'exercices qui a notamment pour but de tirer plusieurs missiles antinavires et les intercepter à l'aide de missiles anti-aériens. Les lancements de missiles prévus du 26 au 28 mars 1987 n'ont pas eu lieu, car les navires lance-missiles impliqués dans les exercices, le Briz et le Vikhr (sister-ship du Mousson) échouent à mettre en service à temps le système de défense aérienne « Osa-M ». Les tirs prévus du 1 au 3 avril sont reportés en raison de l'apparition de deux frégates de classe Knox de l'US Navy, le Knox (F1052) et le Francis Hammond (F1067) aux environs de la zone d'exercice. Le matin du 7 avril, l'avion de soutien n'est pas arrivé et le 8 avril, une grande concentration de navires de pêche étrangers est découverte dans la zone d'exercice à cause d'une faible visibilité en mer en raison du brouillard. Puis, juste avant le départ du 11 avril, des dysfonctionnements sont découverts à bord du Briz et sur le MPK-117 (navire de classe Grisha), le Briz n'a pas pu participer aux exercices, qui ont été reportés au 16 avril 1987.

#### L'accident
Finalement, le matin du 16 avril, les navires commencent à se préparer à prendre la mer. Puis dans l'après-midi, le détachement lève l'ancre dans la baie de Strelok et met le cap sur la zone désignée de la baie Pierre le Grand pour pratiquer le tir. Le Musson, juste avant le départ, connait une panne sur le gyrocompas, comme si le destin lui-même essayait en vain de sauver le navire.
Le détachement était composé du MPK-117 (sous le drapeau du commandant de la flottille Primorskaya, le contre-amiral Leonid Golovko), du MRK Musson (sous le drapeau du premier commandant adjoint de la flottille Primorskaya, le capitaine de 1er rang R. Temirkhanov) et du MRK Vikhr, ainsi que de deux bateaux lance-missiles, le « R-42 » (Projet 1241.1T) et  le « R-87 » (Projet 205U).
Deux heures plus tard, les navires se sont séparés et les deux navires lance-missiles ont formé un groupe de frappe « d'attaque », tandis que le Mousson et le MPK-117 ont formé une colonne avec le MPK-117 en tête et qui suivaient un cap 60, se maintenant a une vitesse de 9 nœuds. Légèrement en arrière sur la gauche, se trouve le Vikhr. Selon le plan d’exercice, l’attaque de missiles devait être menée contre le navire de tête, et les deux navires lance-missiles devaient être « sur la cible ». Mais le commandant des exercices a ordonné une réorganisation de la formation. En conséquence, le "Musson" a réduit sa vitesse à 9 nœuds et le missile d'exercice, selon les nouvelles conditions de tir, devait être lancé plus près que la distance précédemment prévue, se transformant ainsi d'une cible d'entraînement ordinaire en une cible volante dangereuse. Les commandants des deux bateaux lance-missiles ont reçu l'ordre de l'état-major principal de tirer leurs missiles sur la base des données de leur propre radar de surveillance, en lançant leurs missiles ciblés sur le navire au centre de la formation (le Musson). À 18h42, à une distance de 21 km, le « R-42 » a lancé le premier missile cible RM-15M (dénué de toute charge militaire et devant être détruit en vol tout en restant à un altitude suffisante pour ne pas menacer le navire ciblé). Une minute plus tard, le R-87 a également lancé un deuxième missile cible. La station de détection de cible sur le Musson (commandant du navire - capitaine de 3e rang Viktor Rekish) a détecté la cible à temps et l'a mise en suivi automatique. La cible, un RM-15M, volait à une altitude de 50 m et lors de la 28e seconde de vol, il descend à 25 m, mais le radar du navire a continué à la suivre. Le Musson a tiré deux missiles antiaériens à l'aide du système 9K33M Osa-M.
Le premier missile a explosé sans succès à une distance de 5 100 m du navire. Le deuxième missile, à une distance de 2 500 m, a touché la cible avec les shrapnels. Mais cette dernière n’est pas tombée dans l’eau et a brusquement changé sa trajectoire de vol et a commencé à descendre. À 18h43, le missile cible endommagé a brusquement chuté sur le navire et a frappé la superstructure du Musson. Après avoir pénétré sur le côté gauche de la superstructure dans la salle radio sous un angle d'environ 70°, il a explosé (carburant et comburant du missile) dans le poste de commandement principal (MCP) du navire. Au moment de l'impact, le missile contenait au moins 150 litres de carburant et environ 500 litres d'oxydant, qui, après s'être dispersé sur la superstructure du Musson, se sont enflammés et ont provoqué un puissant incendie. L'incendie a ravagé toute la superstructure et les principaux espaces intérieurs. Le navire a été mis hors tension, a perdu les communications internes et les communications radio, et presque toutes les portes et certaines écoutilles ont été bloquées. Les systèmes assurant la sécurité du navire en cas d'accident sont tombés en panne : système anti-incendie, pompe, système de noyage des soutes à munitions et de la zone de stockage des missiles. Les structures du navire ont rapidement commencé à brûler et à fondre.
Sur les 76 personnes à bord, 39 sont mortes sur le coup, dont le commandant du navire, le capitaine de 3e rang Viktor Rekish, ainsi que le capitaine de 1er rang Rinat Temirkhanov et le capitaine de 2e rang Nikolai Kimasov.
Le second missile a survolé le Musson déjà en feu, mais plus personne ne s'en est soucié. Dans la timonerie du bateau leader, on a entendu à la radio : "N°1, Je suis le N°3 (indicatif d'appel du Vikhr ), N°2 (indicatif d'appel du Musson) a reçu un missile, N°2 est en feu, des gens quittent le navire." Aussitôt, tous les navires présents dans la zone de tir se dirigèrent à toute vitesse vers le Musson qui était alors déjà ravagé par les flammes.
Craignant une explosion des munitions et des missiles de croisière, le commandement a interdit aux navires de s'approcher à une distance dangereuse du navire en détresse, mais du bord du "Vikhr" plusieurs officiers et marins se sont précipités dans l'eau froide pour aider leurs camarades. Dans le Mousson, seize marins ont réussi à s'échapper du poste de défense aérienne vers le gaillard d'avant et ont sorti les deux opérateurs radio ainsi que le commandant adjoint, le capitaine-lieutenant Igor Goldobin et l'officier politique, le lieutenant supérieur Vasily Zagoruiko qui étaient sous les débris de la superstructure. L'ensemble de l'équipe de secours du Musson (14 personnes) a péri dans l'incendie.
Pour éviter la détonation prématurée des missiles antiaériens, les marins du Musson ont réussi à ouvrir les couvercles du magasin de missiles antiaériens pour réduire la pression interne. Après avoir vérifié la température de la cloison dans la zone, les marins ont rejoint le secteur 33, derrière lequel se trouvaient les quartiers du sous-officier et la soute avec les dix-huit missiles antiaériens restants. Il semblait que la cloison était chaude et que les flammes étaient sur le point d'atteindre les missiles. Il n'y avait plus aucun espoir de sauver le navire, et le capitaine-lieutenant I. Goldobin (qui avait reçu une grave blessure à la colonne vertébrale, une jambe cassée et diverse brûlures) donna l'ordre à tous les survivants d'abandonner le navire. Les blessés et les brûlés furent équipés de gilets de sauvetage et jetés par-dessus bord dans l’eau glacée. On leur donna  également un radeau bricolé à la hâte à partir de caisses en bois pour missiles antiaériens. Les derniers à descendre du Musson en train de couler dans l'eau le long de la chaîne d'ancre, s'y accrochant avec leurs mains brûlées, furent les officiers Goldobin et Zagoruiko. De 18h55 à 19h20, ce sont 37 personnes qui furent évacuées et sauvées. Entre 21h55 et 22h00, les 18 missiles antiaériens ont explosé dans le magasin avant qui était alors ravagé par les flammes. À 22h34, les obus d'artillerie de 57 mm (1 000 obus) explosent à leur tour dans la soute arrière. À minuit, la coque du Musson, complètement incendiée, perd sa flottabilité et coule à une profondeur de 2 900 m, à 33 milles au sud de l'île d'Askold au coordonnées : 42° 11' N et 132° 27' E. Au total 16 officiers et aspirants tout comme 23 marins sont tués dans l'accident.
À la base de la baie d'Ulysse, un modeste monument à l'honneur de l'équipage du Musson a été érigé par les marins et les proches des victimes.